# Djuptjärnen (Järbo socken, Gästrikland)
Djuptjärnen är en sjö i Sandvikens kommun i Gästrikland och ingår i Gavleåns huvudavrinningsområde. Sjön är 3,5 meter djup, har en yta på 0,0556 kvadratkilometer och är belägen 128,1 meter över havet.

## Delavrinningsområde
Djuptjärnen ingår i det delavrinningsområde (673833-154414) som SMHI kallar för Utloppet av Djuptjärn. Medelhöjden är 146 meter över havet och ytan är 1,26 kvadratkilometer. Det finns inga avrinningsområden uppströms utan avrinningsområdet är högsta punkten. Vattendraget som avvattnar avrinningsområdet har biflödesordning 3, vilket innebär att vattnet flödar genom totalt 3 vattendrag innan det når havet efter 68 kilometer. Avrinningsområdet består mestadels av skog (91 procent).